# ブラバム・BT49
ブラバム・BT49 (Brabham BT49) は、ゴードン・マレーが設計したフォーミュラ1カーで、1979年から1982年にかけてブラバムチームによって使用された。

## BT49

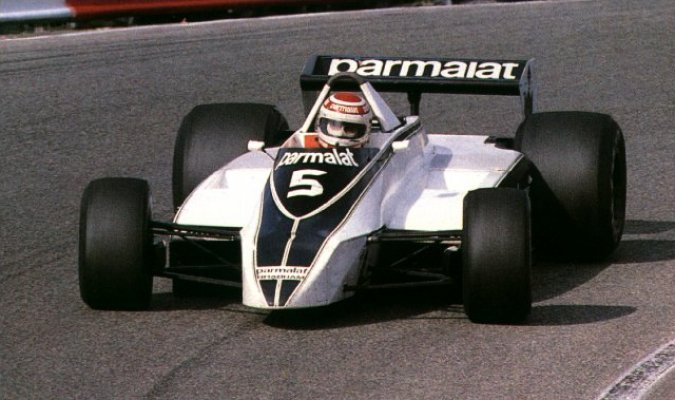
ブラバム・BT49

ブラバムは1979年シーズンをアルファロメオ製V12エンジンを搭載するBT48で戦っていたが、パワーこそあれど信頼性が低く結果が伴わなかった。また、同年にはアルファロメオのワークスチームが復活しており、当時ブラバムのオーナーだったバーニー・エクレストンはブラバムがアルファロメオからセカンドチーム扱いされることを避けたかった。こうした事情からV型8気筒のコスワース・DFVエンジンへのスイッチを決め、8/21にシルバーストンでシェイクダウン。終盤2戦からはDFVを搭載する新車BT49を投入した。エースドライバーのニキ・ラウダはこのマシンをカナダGPのフリープラクティスで走らせた後、突然引退を表明した。これはラウダが12気筒エンジンと比べてかなり劣るDFVのパワーに失望したためとされる（ラウダはF1デビュー以来ほとんどのレースを12気筒エンジンで戦っていた）。
BT49はモノコックなど多くの部分でBT48をベースにしており、BT48をDFVエンジンに合わせて作り直したマシンといえる。モノコックはBT48のアルミモノコックをカーボンパネルで強化したもので、この手法はBT50まで使用された。サスペンションはBT48と同じ前後プルロッド。ギヤボックスもBT48と同じくヒューランドFG400のギヤにアルファロメオ製のケースを組み合わせたもの。大きく変わったのは燃料タンクで、アルファロメオ製エンジンと比べて燃費の良いDFVを採用したことにより、30L近く容量を減らすことができた。これによって乾燥重量で15kg以上、フルタンク状態では40kg以上の軽量化となった。また、12気筒のアルファロメオ製エンジンに比べ8気筒のDFVは全長が短かったため、エンジンとギヤボックスの間にベルハウジングを挟むことで、ホイールベースを確保していた。この年は三台のシャシーが製作された。
1980年はBT49を継続使用した。前年はアルファロメオ時代と同じ赤いカラーリングだったが、この年から白と濃紺のカラーリングが登場。メインスポンサーのパルマラットは継続された。シーズン中盤には改良型のBT49Bが投入されたが、F1フル参戦2年目のネルソン・ピケはBT49Bの挙動を好まずBT49に乗り続けた。ピケは第4戦アメリカ西GPでポールポジションからF1初優勝を挙げると、ウィリアムズのアラン・ジョーンズとドライバーズタイトル争いを展開した。終盤オランダGPとイタリアGPの2連勝でポイントランキング首位に立ったが、第13戦カナダGPのリタイアで惜しくも敗れた。コンストラクターズランキングは3位を獲得。

## BT49B
1980年のアメリカ西グランプリからデビューしたBT49の発展型。アメリカのワイズマン社によって設計された横置きギヤボックスが特徴。これはアルファロメオ製ケースよりもコンパクトで、グラウンドエフェクトの効率を向上させることが狙いだった。ギヤボックスに合わせてリアサスペンションも変更されている。
しかし、この変更が仇となってマシンはナーバスな挙動を示すようになってしまい、ネルソン・ピケは一度テストした後は一切使用しなかった。第8戦フランスグランプリ以降はセカンドドライバーがBT49Bを走らせるようになり、フランスグランプリではリカルド・ズニーノが、次戦イギリスグランプリ以降は解雇されたズニーノに代わってシートを獲得したヘクトール・レバークが使用した。しかし、ピケでさえ持て余したナーバスなマシンを乗りこなすことはできず、成績は芳しくなかった。また、新型ギヤボックスもしばしばトラブルの原因となった。

## BT49T
BT49TはブラバムとBMWのエンジン供給の契約がまとまった1980年末から1981年にかけて、BMWのターボエンジンのテストに使用されたマシン。初期型のBMW・M12/13エンジンを搭載する。ターボエンジンに合わせて冷却系が強化されており、またマシン各部にデータ収集用の機器が搭載されている。これらの変更に合わせてボディカウルの形状も変更されている。

## BT49C
1981年、前年度まで猛威を振るったグラウンド・エフェクト・カーを規制するため、FISAはスライディングスカートの禁止と最低地上高を60mm以上とするレギュレーション変更を行った。ブラバムはBT49をこれに合わせて改修したBT49Cを開幕戦から投入した。失ったダウンフォースを補うためにフロントウイングが復活し、BT49から多くのパーツをカーボン製に置き換えてさらなる軽量化が図られている。

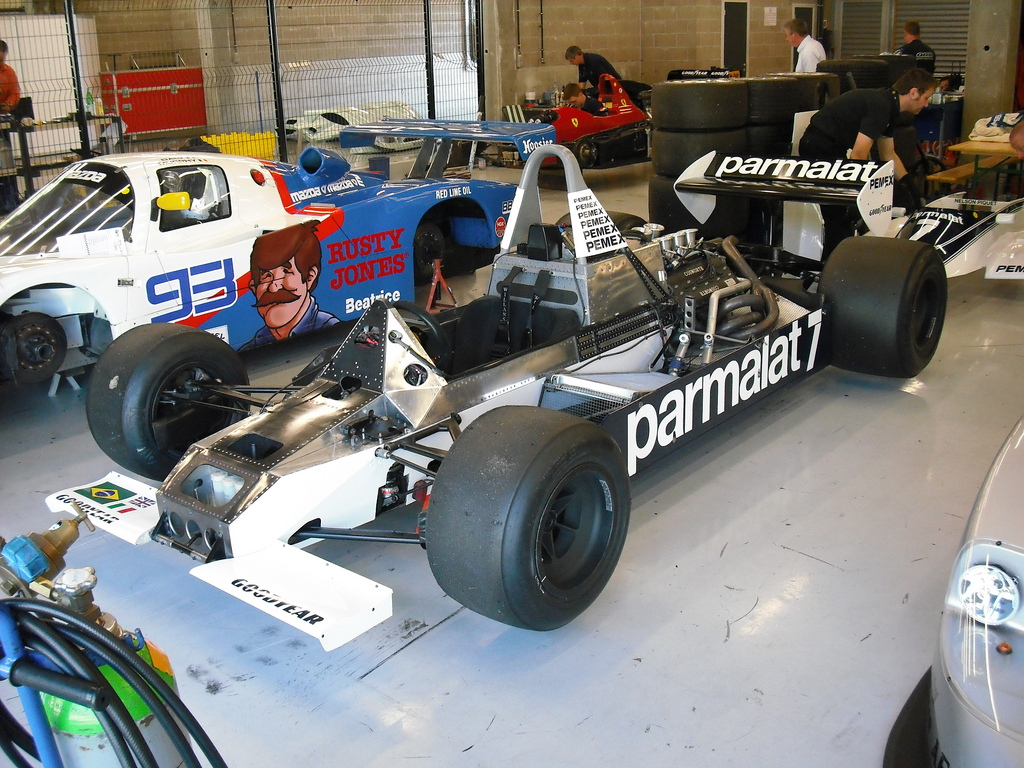
カウルレス状態のBT49C

デザイナーのゴードン・マレーは「走行中に車高を計測することはできない」ことと「走行中の車高変化は規制できない」ことに着目し、ハイドロニューマチック・サスペンションを開発、第2戦ブラジルグランプリから投入した。この装置はシリンダー内に空気とオイルを充填したもので、静止状態では車高が60mm以上あるが、走行中車体にダウンフォースがかかるとオイルがリザーバー側に移動してサスペンションが沈み込み、「本来の」車高に戻る仕組みだった。明らかにレギュレーションに違反する行為だったが、走行中は車高を計測することが不可能なため黙認された。
このアイデアにより、60mmルールは事実上骨抜きになった。FIAとFISAは黙認せざるを得ず、他のチームもこれを見て同種のシステムを採用し始めた。アルファロメオなどにいたってはより単純な手動切替え式を採用した。マレーは皮肉を込めて、BT49Cのコクピットに赤いノブの付いたダミーのレバーを取り付けた。
ネルソン・ピケは第3戦アルゼンチングランプリと第4戦サンマリノグランプリで連勝するなど、序盤からチャンピオンシップをリードした。ブラバムはこれを好機と見て、シーズン途中から異例の「予選用シャシー」をピケに用意した。これは軽量化のために燃料タンクを必要最小限の大きさに縮小し、さらにカーボンブレーキを装備していた。ピケはこのマシンもあってしばしば予選で優位に立ち、3度の優勝を含む7回の表彰台を獲得した。
最終戦ラスベガスGPはウィリアムズのカルロス・ロイテマンが1ポイントリードした状態で迎えた。このレースでロイテマンはノーポイントに終わり、ピケが5位2ポイントを加算して逆転、自身初のドライバーズチャンピオンに輝いた。この年の主なライバルはウィリアムズだったが、完全なピケ優遇の体制を築いたブラバムに対し、ウィリアムズはカルロス・ロイテマンとアラン・ジョーンズの確執が仇となりドライバーズタイトルを逃した。トータルでピケが50ポイント、チームメイトのヘクトール・レバークは11ポイントでコンストラクターズランキングは2位となった。

## BT49D
1982年はBMW製直4ターボエンジンを搭載するBT50を投入したが、BMWエンジンの熟成不足のため第2戦ブラジルグランプリから第8戦カナダグランプリまではBT49Cに変更を加えたBT49Dが併用されることとなった。60mmルールが廃止されたことによってハイドロニューマチックサスペンションは取り外されたが、スライディングスカートは固定式のままとされた。BT49Cからさらにカーボン製パーツの数を増やし、またノーズもBT50に近いデザインに変更された。マシン全体でさらなる軽量化が図られ、乾燥重量は規定の580kgを下回った。このマシンでもカーボンブレーキが装備されたが、ブレーキ冷却用とする7ガロンの「冷却水タンク」が搭載されていた。当時のレギュレーションでは、レース後の車検で車重検査が行われる前にクーラントを補充することが明示的に禁止されていなかったため、このレギュレーションの抜け穴を利用して走行中にタンクの水を排出し、車検前に補充することで走行中は最低重量を下回る状態で走れるようにしていた。これはターボエンジンにパワーで劣るDFVで対抗するために考え出されたアイデアで、前年度のハイドロニューマチック・サスペンション同様明らかにレギュレーションに違反する行為だったが、やはり走行中に車重を計測することはできないということを盾にしていた。しかし、第2戦ブラジルグランプリでピケが優勝すると、同様の手法を用いて2位に入ったウィリアムズのケケ・ロズベルグもろとも失格とされた（水タンク事件）。この行為に対する賛否はFISA対FOCAの対立としてしばらくパドックを騒がせ、3ヶ月後の第4戦サンマリノグランプリで行われたFOCAチームによるボイコットで頂点に達した。第6戦モナコGPではレース終盤に上位が次々と脱落し、リカルド・パトレーゼが幸運な初勝利をものにした。

## スペック
- シャーシ名 BT49（BT49C、BT49D）
- エンジン名 フォードDFV
- 気筒数・角度 V型8気筒・90度
- 排気量 2,993cc

BT49は4種類の派生型を合わせて17台が製作され、一部が製作時とは違う仕様に改修されている。なおBT49-13は欠番。
BT49として製作されたBT49-1からBT49-6およびBT49-8からBT49-10までのうち、BT49-3とBT49-6はBT49Bに、BT49-9とBT49-10はBT49Cへと改修された。
BT49Bとして製作されたBT49-7は後にBT49へと改修された。
BT49Cとして製作されたBT49-11からBT49-15までのうち、BT49-14は予選用シャシーとして改修された。また、BT49-14とBT49-15は1982年の第2戦にパトレーゼ車とスペアカーの製作が間に合わなかったため、スライディングスカートを装備するなどの改修を施されて使用された。
BT49DはBT49-16からBT49-18まで3台すべてが新規に製作された。

## F1における全成績
(key) （太字はポールポジション）
| 年     | チーム   | エンジン        | タイヤ               | ドライバー           | 1   | 2   | 3   | 4   | 5   | 6   | 7   | 8   | 9   | 10  | 11  | 12  | 13  | 14  | 15  | 16  | ポイント | 順位   |
| ------ | -------- | --------------- | -------------------- | -------------------- | --- | --- | --- | --- | --- | --- | --- | --- | --- | --- | --- | --- | --- | --- | --- | --- | -------- | ------ |
| 1979年 | ブラバム | フォード DFV V8 | G                    |                      | ARG | BRA | RSA | USW | ESP | BEL | MON | FRA | GBR | GER | AUT | NED | ITA | CAN | USA |     | 0        | NC[1]  |
| 1979年 | ブラバム | フォード DFV V8 | G                    | ニキ・ラウダ         |     |     |     |     |     |     |     |     |     |     |     |     |     | DNP |     |     | 0        | NC[1]  |
| 1979年 | ブラバム | フォード DFV V8 | G                    | ネルソン・ピケ       |     |     |     |     |     |     |     |     |     |     |     |     |     | Ret | Ret |     | 0        | NC[1]  |
| 1979年 | ブラバム | フォード DFV V8 | G                    | リカルド・ズニーノ   |     |     |     |     |     |     |     |     |     |     |     |     |     | 7   | Ret |     | 0        | NC[1]  |
| 1980年 | ブラバム | フォード DFV V8 | G                    |                      | ARG | BRA | RSA | USW | BEL | MON | FRA | GBR | GER | AUT | NED | ITA | CAN | USA |     |     | 55       | 3位    |
| 1980年 | ブラバム | フォード DFV V8 | G                    | ネルソン・ピケ       | 2   | Ret | 4   | 1   | Ret | 3   | 4   | 2   | 4   | 5   | 1   | 1   | Ret | Ret |     |     | 55       | 3位    |
| 1980年 | ブラバム | フォード DFV V8 | G                    | リカルド・ズニーノ   | 7   | 8   | 10  | Ret | Ret | DNQ | Ret |     |     |     |     |     |     |     |     |     | 55       | 3位    |
| 1980年 | ブラバム | フォード DFV V8 | G                    | ヘクトール・レバーク |     |     |     |     |     |     |     | 7   | Ret | 10  | Ret | Ret | 6   | Ret |     |     | 55       | 3位    |
| 1981年 | ブラバム | フォード DFV V8 | M (R.1-7) G (R.8-15) |                      | USW | BRA | ARG | SMR | BEL | MON | ESP | FRA | GBR | GER | AUT | NED | ITA | CAN | CPL |     | 61       | 2位    |
| 1981年 | ブラバム | フォード DFV V8 | M (R.1-7) G (R.8-15) | ネルソン・ピケ       | 3   | 12  | 1   | 1   | Ret | Ret | Ret | 3   | Ret | 1   | 3   | 2   | 6   | 5   | 5   |     | 61       | 2位    |
| 1981年 | ブラバム | フォード DFV V8 | M (R.1-7) G (R.8-15) | ヘクトール・レバーク | Ret | Ret | Ret | 4   | Ret | DNQ | Ret | 9   | 5   | 4   | Ret | 4   | Ret | Ret | Ret |     | 61       | 2位    |
| 1982年 | ブラバム | フォード DFV V8 | G                    |                      | RSA | BRA | USW | SMR | BEL | MON | DET | CAN | NED | GBR | FRA | GER | AUT | SUI | ITA | CPL | 19       | 9位[2] |
| 1982年 | ブラバム | フォード DFV V8 | G                    | ネルソン・ピケ       |     | DSQ | Ret |     |     |     |     |     |     |     |     |     |     |     |     |     | 19       | 9位[2] |
| 1982年 | ブラバム | フォード DFV V8 | G                    | リカルド・パトレーゼ |     | Ret | 3   |     |     | 1   | Ret | 2   |     |     |     |     |     |     |     |     | 19       | 9位[2] |

[1] ^ コンストラクターズ・チャンピオンシップはシャシーとエンジンの組み合わせで争われる。ブラバムはアルファロメオとフォードを搭載した2種類の車両を使用した。ブラバム・アルファロメオは7点（ランキング8位）、ブラバム・フォードは無得点だった。
[2] ^ ブラバムはフォードとBMWを搭載した2種類の車両を使用した。ブラバム・フォードは19点（ランキング9位）、ブラバム・BMWは22点（ランキング7位）となった。

## 参照
1. 1 2  『F1レーシング日本版』2008年5月号、三栄書房、80頁。